# Pánico
Pánico est un groupe de rock alternatif et post-punk chilien, originaire de Paris, en France.

## Biographie

### Débuts (1994-1999)
L'histoire de Pánico débute en France, lorsqu'Eduardo (Edi Pistolas), chilien immigré en France, fait la rencontre de Caroline (Carolina Tres Estrellas), une camarade d'école. Après avoir joué dans d'autres groupes comme La Meta al Cielo et Bolero Boys, ils voyagent à travers le Chili recrutant Cristóbal (Juanito Zapatillas), et Sebastián (Tatán Cavernícola), pour former le groupe Pánico.
Leur premier album, Bruce Lee (indépendant), comprend les morceaux Fútbol, Yendo al hipermercado, et No me digas que no, si quieres decir que sí. Ils sortent un deuxième album, Canciones para aprender a cantar, également en indépendant, qui comprend nombre de morceaux low-fi qui deviendront des classiques comme Las cosas van más lento et El Choclo. En 1995, le label EMI commence à recruter plusieurs groupes chiliens dont Santos Dumont, Lucybell, Christianes et Pánico. À cette période, l'album Pornostar est publié chez EMI, ce qui attire l'intérêt du public. Le single Demasiada confusión est joué sur les radios chiliennes. Le style musical de l'album rappelle celui des Ramones et des Pixies et est félicité par les fans ; cependant, il n'atteint pas le chiffre de ventes escompté par EMI. Après la sortie de l'EP Surfin’ Maremoto avec EMI, ils redeviennent indépendant.
En 1997, le groupe commence à enregistrer l'album Rayo al ojo, qui comprend d'anciens et nouveaux morceaux mêlé à du rock.
Divisé entre le Chili et l'Argentine, Pánico publie l'album en 1998. Edi et Caroline commencent en parallèle à travailler sur leur label indépendant, Combo Discos, auquel sortent les albums du groupe et d'autres groupes chiliens comme Mambo Taxi et le groupe français Holden.

### Allées et venues (depuis 2000)
Après avoir signé un contrat avec Sony France, Pánico joue plusieurs concerts d'adieu à Santiago et Valparaíso. Une fois relocalisé en France, ils publient Telepathic sonora, produit à New York en collaboration avec Yuka Honda (Cibo Matto), Money Mark, Arto Lindsay et Señor Coconut (Atom Heart). Ils continuent en France, mais touchés par les faibles ventes de l'album, ils sont renvoyés de Sony France. Les problèmes financiers mènent au départ de Philippe Boisier, qui quitte le groupe pour se consacrer à son projet, Icalma. Puis en 2003, Pánico publie l'EP Ice Cream en format vinyle.
Subliminal Kill revigore la carrière de Pánico, et les amène à signer en Europe. En août 2005, ils participent aux festivals Benicàssim Festival et  Barcelona Acció Musical (BAM) puis jouent quelques concerts à Londres. Ils annoncent un retour en mars 2006 au Chili. Après la sortie de l'EP Lupita en 2008, le groupe lance la tournée Pánico Summer Tour.
En 2010, ils effectuent une autre tournée chilienne, et font appel au producteur Gareth Jones pour le mixage de l'album Kick. La même année, ils tournent leur documentaire Pánico. La banda que buscó el sonido debajo dans les mines de nitrate d'Atacama ; il est réalisé par James Schneider et Benjamín Echazarreta, et sorti l'année suivante.
À la mi-2010, Pánico annonce la sortie de l'album Kick, au label britannique Chemikal Underground.

## Discographie

### Albums studio
- 1995 : Pornostar
- 1997 : Canciones para aprender a cantar
- 1997 : Rayo al ojo
- 2001 : Telepathic Sonora
- 2005 : Subliminal Kill
- 2010 : Kick

### EP
- 1994 : Pánico EP
- 1995 : Surfin' Maremoto
- 1997 : Panorámico
- 2003 : Ice Cream

### Compilations
- 1998 : Pánico Remixes
- 2000 : Tributo a Los Prisioneros
- 2004 : Rock chileno de los '90, Vol.1
- 2005 : Modular presents: Leave them All Behind
- 2005 : Les Inrockuptibles présentent objectif 2005 - Vol. 2
- 2007 : Catedral en coma. Vol. 2

### Autres projets
- 2021 :  Limiñanas/Garnier, 'De Película'. Que Calor ! (feat. Edi Pistolas)